# Setter inglés
El setter inglés (en inglés: English Setter) es una raza de perro originaria de Inglaterra, perteneciente a la familia de los setters. Con sus características de perro de muestra y perro cobrador, es un perro muy dulce y gentil, apto para compañía y excelente para la caza.

## Historia

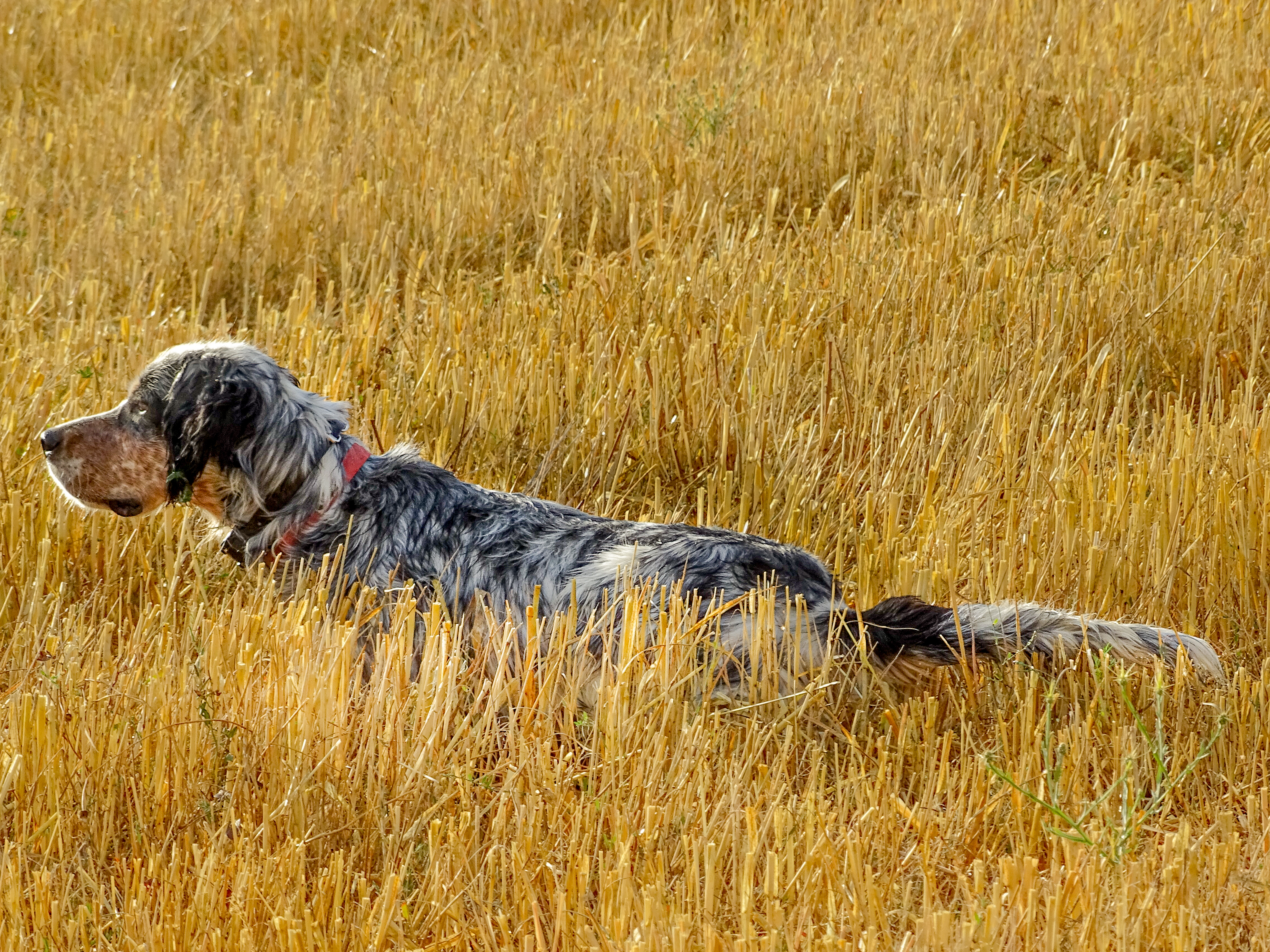
Setter inglés en postura de caza

El setter ya existía antes que el pointer en Inglaterra, por lo cual en la creación del setter no existía ni existe sangre de pointer.[cita requerida] Posteriormente, fue llevado a Inglaterra donde se separaron distintas estirpes, entre ellas el setter irlandés, el setter irlandés rojo y blanco y el gordon setter.[cita requerida]
El setter inglés actual nace en el siglo XIX gracias a los esfuerzos del inglés Edward Laverack  (1789-1877), aficionado a la caza y que crio setter durante más de medio siglo de manera totalmente endogámica a partir de una pareja obtenida en 1825.[cita requerida] En 1874 publicó un libro con el estándar del setter inglés. Debido a que los concursos de belleza aparecen poco antes de su muerte, Laverack solo logró tener dos campeones de estos concursos. A su muerte solo poseía cinco ejemplares de la raza, pero había difundido la sangre de sus perros por medio mundo.[cita requerida]
El trabajo de Edward Laverack lo continuó su amigo Richard Purcell Llewellin (1840-1925), que compró varios perros a Laverack y creó su propia línea mezclándolos con otras razas de setters y setters ingleses de otros criadores, logrando una línea de gran belleza,[cita requerida] algo más pequeños que los de Laverack, pero incansables e inmejorables para el trabajo en el campo.[cita requerida]
En 1890 se fundó el primer club de esta raza, el English Setter Club.[cita requerida]
Actualmente se consideran dos líneas en el setter inglés: la primera perros más grandes, con grandes flecos aptos para los concursos de belleza,[cita requerida] y otra de perros más pequeños inmejorables para el trabajo en el campo. A esta última muchas veces se le da el nombre de Setter Llewellyn.[cita requerida]

## Características
Es un perro mediano, con una altura en cruz que varía entre 61-65 cm en hembras y 65-68 cm en los machos y con un peso que oscila entre los 25 a 30 kg en las hembras y entre los 29 a 36 kg en los machos.[cita requerida].
Una característica distintiva es que siempre presenta un pelaje moteado y con manchas bien difuminadas.[cita requerida] Su pelo es lo que más llama la atención: posee una capa de pelo largo y sedoso ligeramente ondulado, con largos flecos en las cuatro patas que casi le llegan hasta los pies. El color del pelo varía, y se habla de Blue Belton[cita requerida] cuando es blanco y negro, Orange Belton cuando es blanco y naranja, (aunque dependiendo de la intensidad de color podríamos estar hablando de Lemon Belton o de Liver Belton) y Tricolor cuando es blanco, negro y naranja. Además de los colores también varía la cantidad de moteado, pudiendo ser un  Blue Belton casi negro o casi blanco, dependiendo de cómo estén distribuidas sus manchas (Belton es una ciudad de Northumberland, y también se denomina así al moteado de los Setter, debido a que fue el término que usó Laverack).[cita requerida] Su pelo necesita de grandes cuidados para que luzca bien.

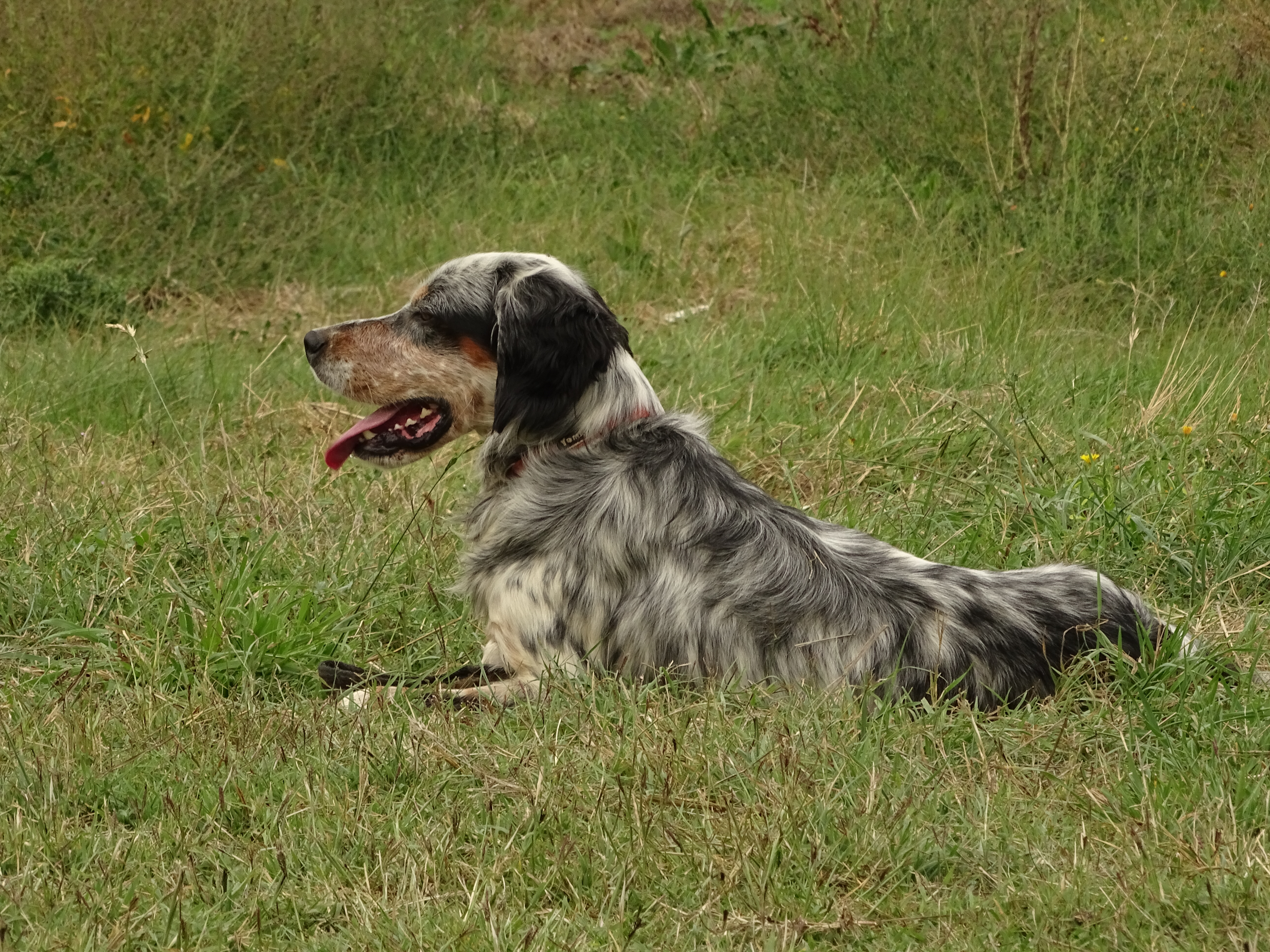
Setter inglés en reposo

El cráneo es ovalado, la cabeza y el hocico son alargados y los ojos son marrones, grandes y le dan un aspecto triste. Orejas cubiertas por un pelo fino y sedoso.[cita requerida]
La cola es de longitud media, con flecos[cita requerida] y nunca debe de doblarse hacia arriba, sino quedar en horizontal con una forma de cimitarra. 

## Temperamento
El setter inglés es un perro muy activo, infatigable (necesita hacer una gran cantidad de ejercicio diariamente), con buen sentido para la caza y muy amistoso. Necesita atención continua y compañía, tanto humana como de otros perros. No es un “perro de un dueño” sino que adora las visitas y los niños. Un Setter inglés no debe mostrar un comportamiento agresivo hacia otras personas o perros.[cita requerida]
Es un perro inteligente, aunque no son fáciles de adiestrar por su facilidad a distraerse cuando están fuera de casa. Bien dispuesto para la disciplina y el aprendizaje. En resumen, requiere de un adiestramiento paciente, porque tiene una naturaleza exuberante.[cita requerida]

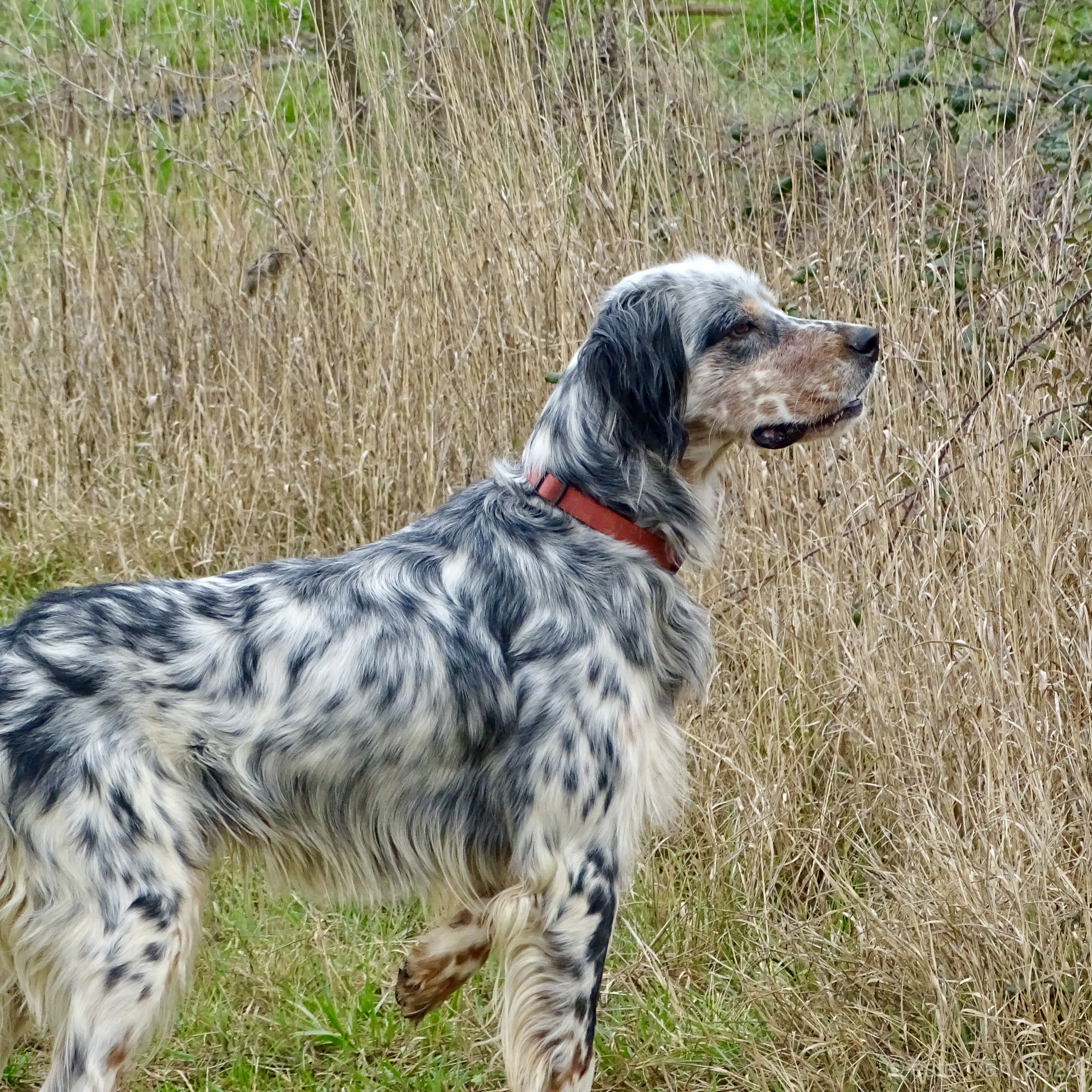
Setter inglés cazando

La especialidad del setter inglés es la búsqueda de piezas en campo abierto. De hecho, los primeros setters se usaban en los páramos de Inglaterra explorando el terreno por delante del cazador.
Gracias a su carácter infatigable y a su resistencia cubre una gran cantidad de terreno.[cita requerida] Además posee un gran olfato, y es capaz de detectar el rastro de una presa incluso horas después de que esta haya pasado.
Se usa sobre todo para la caza menor y sobre todo la becada,[cita requerida] que es una de sus especialidades. Debido a que le gustan las charcas, también se usa para la caza de aves acuáticas.[cita requerida]

## Salud
La esperanza de vida de un setter inglés ronda de 10 a 12 años, y como el resto de razas de perros, puede padecer parvovirus, alergias, enfermedades de los ojos (cataratas, conjuntivitis, glaucoma), rabia, leptospirosis, moquillo, etc.[cita requerida]
Pero hay enfermedades que son más específicas de esta raza:
- Displasia de cadera: consiste en un desarrollo defectuoso de la articulación entre la cadera y el fémur, normalmente debido a causas genéticas, habitual en los perros de talla mediana y grande.[cita requerida] En los setters, aparte del tamaño, es una enfermedad común debido a su extraordinaria movilidad. La solución a este problema habitualmente es la cirugía.
- Rotura en la cola: debido a que cuando se mueven están constantemente agitando la cola, es habitual la rotura de esta al pegar contra algo.[cita requerida]